# 天主教特萬特佩克教區
天主教特萬特佩克教區（拉丁語：Dioecesis Tehuantepecensis）是墨西哥一個羅馬天主教教區，屬瓦哈卡總教區。
教區成立於1891年6月23日，位於瓦哈卡州東南部。2010年有教友1,355,000人（佔轄區總人口80.8%）、四十九個堂區、六十二名司鐸。現任教區主教為奧斯卡·坎波斯·康特雷拉斯。